# Sean Farrell (calciatore)
Sean Paul Farrell (Watford, 28 febbraio 1969) è un ex calciatore inglese, di ruolo attaccante.

## Carriera
Dopo un biennio nelle giovanili del Luton Town viene aggregato alla prima squadra, militante nella prima divisione inglese, durante la stagione 1987-1988, che termina tuttavia con un prestito in quarta divisione al Colchester Utd, con cui gioca 9 partite e mette anche a segno il suo primo gol in carriera tra i professionisti. Dal 1988 all'inizio della stagione 1991-1992 oltre a trascorrere un breve periodo (4 presenze ed una rete) in prestito al Northampton Town gioca poi in totale 25 partite con gli Hatters in prima divisione, giocando tuttavia con continuità solamente durante la stagione 1990-1991, in cui segna anche il suo unico gol in carriera in questa categoria, giocandovi 20 partite. Sempre durante la stagione 1991-1992 viene poi ceduto a titolo definitivo al Fulham, con cui gioca per mezza stagione in seconda divisione e successivamente per due stagioni terza divisione, segnando in totale 31 reti in 94 partite di campionato giocate (25 presenze e 10 reti in seconda divisione, 69 presenze e 21 reti in terza divisione).
Dopo la retrocessione dei Cottagers in quarta divisione, maturata al termine della stagione 1993-1994, Farrell va a giocare al Peterborough Utd, con cui trascorre altre due stagioni e mezzo giocando in terza divisione, con un bilancio di 66 presenze e 20 reti in incontri di campionato; veste poi la maglia del Notts County, con cui nella seconda metà della stagione 1996-1997 retrocede dalla terza alla quarta divisione, campionato che vince nell'annata seguente per poi giocare per altri tre anni in terza divisione, con un totale di 89 presenze e 22 reti in incontri di campionato con le Magpies. Si ritira infine nel 2003, all'età di 34 anni, dopo un biennio trascorso giocando a livello semiprofessionistico con il Burton Albion, con cui nella stagione 2001-2002 vince tra l'altro la Northern Premier League.

## Palmarès

### Club

#### Competizioni nazionali
- Campionato inglese di quarta divisione: 1

Notts County: 1997-1998
- Northern Premier League: 1

Burton Albion: 2001-2002